# Mourgue d’Algue & Cie
Mourgue d’Algue & Cie ist ein auf die Anlageberatung und Vermögensverwaltung spezialisierter Schweizer Privatbankier. Das Bankhaus wurde 1869 als Philippe Grosset & Cie gegründet und änderte im Verlaufe der Generationen mehrmals Besitzer und damit auch seinen Namen. So hiess es ab 1906 Grosset, Tagand & Cie, ab 1914 Tagand, Pivot & Cie und ab 1940 bis 1976 MM. Pivot & Cie. 1976 wurde das Bankhaus durch die Herren Mourgue d’Algue & Cie übernommen, worauf es auf den heute gültigen Namen umbenannt wurde. Die Bank ist in Form einer Kommanditgesellschaft mit derzeit drei unbeschränkt und solidarisch haftenden Teilhabern der Familie Mourgue d’Algue organisiert.